# Franz Sales Pernat

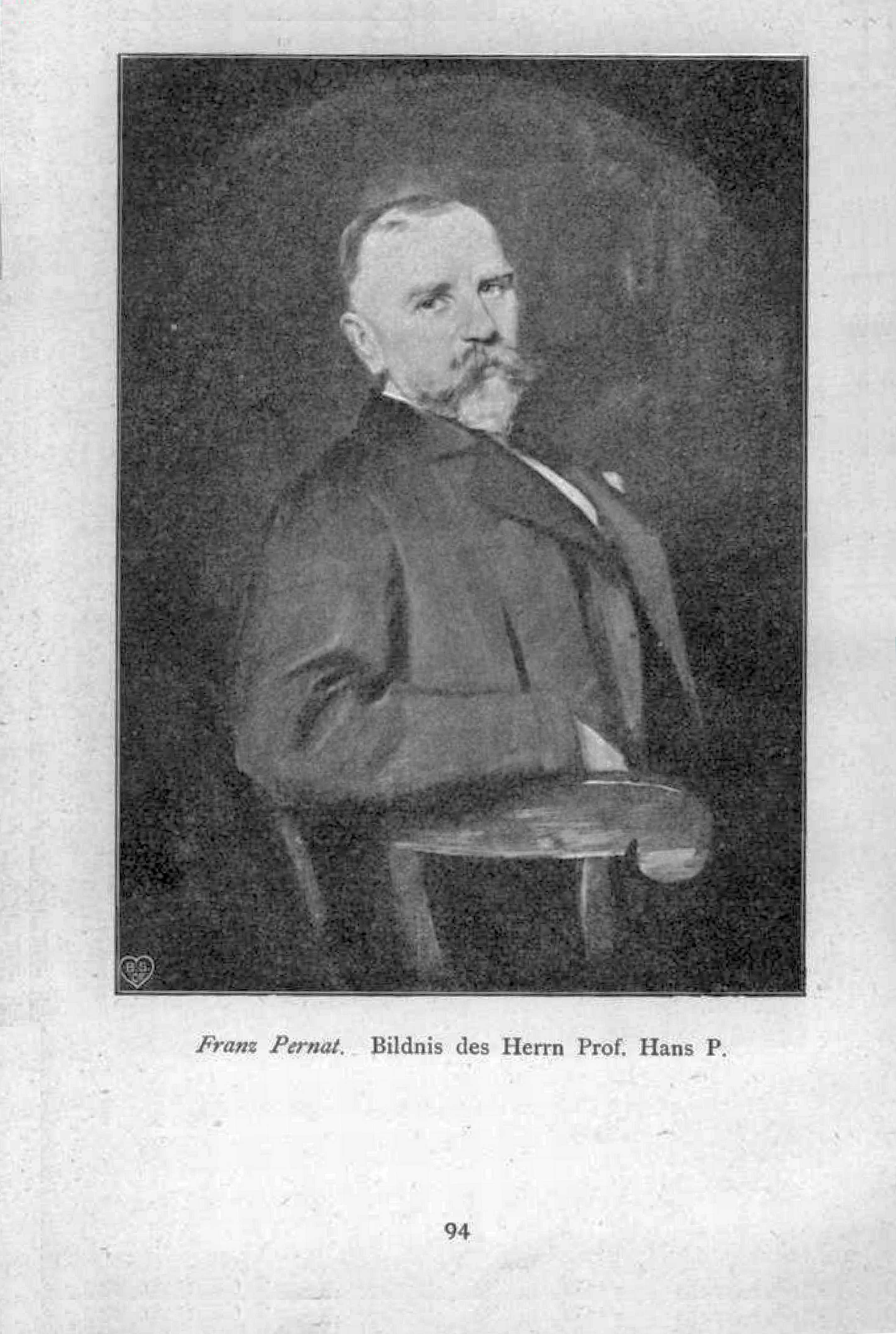
Bildnis des Herrn Prof. P.

Franz Sales Pernat (* 4. Juli 1853 in München; † 20. Februar 1911 ebenda) war ein deutscher Porträtmaler.
Pernat studierte ab dem 20. Oktober 1869 an der Königlichen Akademie der Künste in München bei Wilhelm von Diez, August von Ramberg und Wilhelm von Lindenschmit dem Jüngeren. Nach dem Studium beschäftigte er sich mit der Porträtmalerei, vor allem der höheren und höchsten Gesellschaftskreise. Franz von Lenbach half ihm dabei mit Ratschlägen. Pernat schuf auch ein Porträt in Gips von Lenbach, das 1911 in seiner Nachlassausstellung im Münchener Glaspalast ausgestellt wurde.